# 鄭廷珍

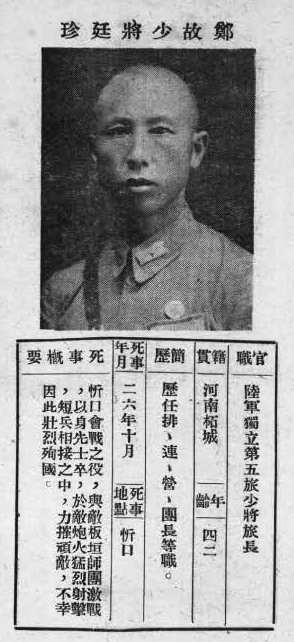
《抗戰軍人忠烈錄》（第一輯）中的鄭廷珍烈士遺像

鄭廷珍（1893年正月十七日—1937年10月16日），字錦章，又字秀山。河南省柘城縣牛城乡郑楼村人。為抗日戰爭期間陣亡的中國軍方高級將領之一。

## 生平
1917年加入冯玉祥第十六混成旅，入李鸣钟第三团。1928年升为第13旅旅长。 1930年中原大战后，被蒋介石收编为独立第5旅任少将旅长，归属第二十五路军总指挥梁冠英，在鄂豫皖苏区围剿红军。后与梁冠英发生冲突，脱离第二十五路军序列，编入卫立煌指挥序列。
1937年忻口會戰壯烈成仁。

## 家人
- 长子郑中田，系郑廷珍原配所生，一直与生母居住在原籍。1958年病逝。
  - 长媳邵新莲：1920年生。
  - 孙子郑然综：1957年生。农民。
    - 两儿两女
- 次子郑中杰，住三门峡市
- 三子郑中元，住海南省。
- 长女郑中霞，北京市水利局老干部处工作退休。八十年代发表《血染忻口的郑廷珍将军》回忆文章。

## 纪念
1983年9月，中华人民共和国民政部追认鄭廷珍为革命烈士。
2014年9月1日，鄭廷珍被列入中华人民共和国民政部公布的第一批300名著名抗日英烈和英雄群体名录。